# 다카라즈카 가극단 52기생
다카라즈카 가극단 52기생은 1964년 다카라즈카 음악학교에 입학, 1966년 졸업, 같은 해 다카라즈카 가극단에 입단하여 『일본의 사계』『판타지아』로 초무대를 밟은 51명을 가리킨다.

## 개요
이 기수는 세토우치 미야, 마츠 아키라 등 2명의 톱스타와 톱여역인 마야 아케미를 배출하였다.
그 외로는 스즈카 테루코, 아소 카오루, 미치나 유타카가 입단하였다.
2007년 스즈카 테루코의 정년퇴단으로 52기 전원 퇴단하였다.

## 일람
| 읽는 법           | 생일      | 출신지                       | 출신 학교                    | 예명의 유래                           | 애칭             | 역할 | 퇴단년도 | 비고                                                               |
| ----------------- | --------- | ---------------------------- | ---------------------------- | ------------------------------------- | ---------------- | ---- | -------- | ------------------------------------------------------------------ |
| 葵悠香            | 8월 24일  | 시즈오카현                   | 나고야세이레이가쿠엔         | 가족이 고안                           | 오카지, 키미에짱 |      | 1975년   |                                                                    |
| 아오이 유카       | 8월 24일  | 시즈오카현                   | 나고야세이레이가쿠엔         | 가족이 고안                           | 오카지, 키미에짱 |      | 1975년   |                                                                    |
| 青園宴            | 1월 6일   | 효고현 고베시                | 무코가와여자대학부속고등학교 | 좋아하는 글자를 모음                  | 쿠미짱           | 여역 | 1971년   | 남편 하마다 미츠오 사위 카토 카즈야                                |
| 아오조노 우타게   | 1월 6일   | 효고현 고베시                | 무코가와여자대학부속고등학교 | 좋아하는 글자를 모음                  | 쿠미짱           | 여역 | 1971년   | 남편 하마다 미츠오 사위 카토 카즈야                                |
| 青葉みつる        | 5월 17일  | 야마가타현                   | 야마가타시립제3중학교        | 자신이 고안                           | 치즈루, 칫짱     |      | 1974년   | 딸 미야 에리카 (80)                                                |
| 아오바 미츠루     | 5월 17일  | 야마가타현                   | 야마가타시립제3중학교        | 자신이 고안                           | 치즈루, 칫짱     |      | 1974년   | 딸 미야 에리카 (80)                                                |
| 亜紀杏子          | 6월 16일  | 효고현                       | 고베모토야마중학교           | 언니의 예명 (아키 카오루)             | 쿄우짱           |      | 1969년   | 언니 아타카세 키코 (19) 언니 아키 카오루 (50)                      |
| 아키 쿄코         | 6월 16일  | 효고현                       | 고베모토야마중학교           | 언니의 예명 (아키 카오루)             | 쿄우짱           |      | 1969년   | 언니 아타카세 키코 (19) 언니 아키 카오루 (50)                      |
| 麻生薫            | 2월 28일  | 도쿄도                       | 짓센죠시가쿠엔               | 지인이 명명                           | 신짱             | 남역 | 1974년   | 남편 카와치 타미오                                                 |
| 아소 카오루       | 2월 28일  | 도쿄도                       | 짓센죠시가쿠엔               | 지인이 명명                           | 신짱             | 남역 | 1974년   | 남편 카와치 타미오                                                 |
| 天乃川美鈴        | 8월 30일  | 효고현                       | 바이카가쿠엔                 | 「奥の細道」                          | 시게루짱         |      | 1968년   | 언니 마도 후미요 (45)                                              |
| 아마노가와 미스즈 | 8월 30일  | 효고현                       | 바이카가쿠엔                 | 「奥の細道」                          | 시게루짱         |      | 1968년   | 언니 마도 후미요 (45)                                              |
| 有峰とほる        | 11월 10일 | 오사카부                     | 쇼인가쿠엔                   | 엄마가 명명                           | 토모코, 토모코짱 |      | 1967년   |                                                                    |
| 아리미네 토오루   | 11월 10일 | 오사카부                     | 쇼인가쿠엔                   | 엄마가 명명                           | 토모코, 토모코짱 |      | 1967년   |                                                                    |
| 潮玲子            | 1월 3일   | 도쿄도                       | 세이메이가쿠엔가쿠엔         | 존경하는 선생님이 명명                | 준코             |      | 1968년   | 엄마 마키시마 유코 (19)                                            |
| 우시오 레이코     | 1월 3일   | 도쿄도                       | 세이메이가쿠엔가쿠엔         | 존경하는 선생님이 명명                | 준코             |      | 1968년   | 엄마 마키시마 유코 (19)                                            |
| 浦ひろみ          | 5월 6일   | 카나가와현                   | 요코스카고등학교             | 출신지에서 따옴                       | 쇼-스케          |      | 1970년   | 개명 후, 우라 히로미 (浦比呂美)                                    |
| 우라 히로미       | 5월 6일   | 카나가와현                   | 요코스카고등학교             | 출신지에서 따옴                       | 쇼-스케          |      | 1970년   | 개명 후, 우라 히로미 (浦比呂美)                                    |
| 小乃월 ひかる     | 10월 8일  | 오사카부                     | 죠난고등학교                 | 가족이 고안                           | 카요코           |      | 1971년   | 남편 코바야시 카츠히코                                             |
| 오노즈키 히카루   | 10월 8일  | 오사카부                     | 죠난고등학교                 | 가족이 고안                           | 카요코           |      | 1971년   | 남편 코바야시 카츠히코                                             |
| 釧杏花            | 1월 23일  | 효고현                       | 이타미시립히가시중학교       | 언제라도 아름답고 귀한 사람이고싶다   | 야마             |      | 1968년   |                                                                    |
| 쿠시로 쿄카       | 1월 23일  | 효고현                       | 이타미시립히가시중학교       | 언제라도 아름답고 귀한 사람이고싶다   | 야마             |      | 1968년   |                                                                    |
| 景千舟            | 4월 21일  | 도쿄도                       | 치요다가쿠엔                 | 아빠가 명명                           | 마코, 마-코      |      | 1972년   | 일본무용안무가 하나야나기하기                                      |
| 케이 치부네       | 4월 21일  | 도쿄도                       | 치요다가쿠엔                 | 아빠가 명명                           | 마코, 마-코      |      | 1972년   | 일본무용안무가 하나야나기하기                                      |
| 桜路晴美          | 4월 9일   | 치바현                       | 우에노가쿠엔                 |                                       | 요-코짱          |      | 1974년   | 개명 후, 코자쿠라 마키 (小桜麻貴)                                  |
| 사쿠라지 하루미   | 4월 9일   | 치바현                       | 우에노가쿠엔                 |                                       | 요-코짱          |      | 1974년   | 개명 후, 코자쿠라 마키 (小桜麻貴)                                  |
| 志都美咲          | 6월 21일  | 에히메현 마츠야마시          | 쿠마모토대학부속중학교       | 의지의 도시에서 아름답게 피어나길     | 시-짱            |      | 1976년   |                                                                    |
| 시즈 미사키       | 6월 21일  | 에히메현 마츠야마시          | 쿠마모토대학부속중학교       | 의지의 도시에서 아름답게 피어나길     | 시-짱            |      | 1976년   |                                                                    |
| 白鷺千景          | 5월 3일   | 효고현                       | 히메지시립히로미네중학교     | 시라사기성에서 따옴                   | 켄코             |      | 1968년   |                                                                    |
| 시라사기 치카게   | 5월 3일   | 효고현                       | 히메지시립히로미네중학교     | 시라사기성에서 따옴                   | 켄코             |      | 1968년   |                                                                    |
| 鈴鹿照子          | 10월 1일  | 오사카부 오사카시            | 오오요도중학교               | 할아버지의 고향인 마고우타            | 요네짱           | 남역 | 2007년   | 개명 후, 스즈카 테루 (鈴鹿照) 일본무용 하나야나기라쿠요시 정년퇴단 |
| 스즈카 테루코     | 10월 1일  | 오사카부 오사카시            | 오오요도중학교               | 할아버지의 고향인 마고우타            | 요네짱           | 남역 | 2007년   | 개명 후, 스즈카 테루 (鈴鹿照) 일본무용 하나야나기라쿠요시 정년퇴단 |
| 瀬戸内美八        | 1월 15일  | 토쿠시마현 묘자이군          | 토쿠시마현립죠토고등학교     | 출신지                                | 루미             | 남역 | 1983년   | 배우 조카 세토하나 마리 (96)                                       |
| 세토우치 미야     | 1월 15일  | 토쿠시마현 묘자이군          | 토쿠시마현립죠토고등학교     | 출신지                                | 루미             | 남역 | 1983년   | 배우 조카 세토하나 마리 (96)                                       |
| 千石環            | 10월 9일  | 효고현                       | 슈쿠가와가쿠인               | 가족이 고안                           | 뭇짱             |      | 1970년   |                                                                    |
| 센고쿠 타마키     | 10월 9일  | 효고현                       | 슈쿠가와가쿠인               | 가족이 고안                           | 뭇짱             |      | 1970년   |                                                                    |
| 苑ゆう子          | 8월 18일  | 효고현                       | 무코가와가쿠인               | 화원을 크게 넓혀가다                  | 유우코           |      | 1970년   |                                                                    |
| 소노 유우코       | 8월 18일  | 효고현                       | 무코가와가쿠인               | 화원을 크게 넓혀가다                  | 유우코           |      | 1970년   |                                                                    |
| 高樹悦            | 11월 18일 | 효고현 고베시 이쿠타구       | 미나토가와고등학교           |                                       | 코-마짱          |      | 1976년   | 개명 후, 류 에츠요 (龍悦代) 딸 메바에 하루카 (84)                  |
| 타카기 에츠       | 11월 18일 | 효고현 고베시 이쿠타구       | 미나토가와고등학교           |                                       | 코-마짱          |      | 1976년   | 개명 후, 류 에츠요 (龍悦代) 딸 메바에 하루카 (84)                  |
| 琢磨みのり        | 7월 24일  | 효고현                       | 아마가사키고등학교           | 친구가 명명                           | 탓짱             |      | 1970년   |                                                                    |
| 타쿠마 미노리     | 7월 24일  | 효고현                       | 아마가사키고등학교           | 친구가 명명                           | 탓짱             |      | 1970년   |                                                                    |
| 玉穂ゆかり        | 2월 17일  | 효고현                       | 코난죠시가쿠엔               | 요곡 「하나가타미(花筐)」             | 에이코, 에이짱   |      | 1973년   |                                                                    |
| 타마호 유카리     | 2월 17일  | 효고현                       | 코난죠시가쿠엔               | 요곡 「하나가타미(花筐)」             | 에이코, 에이짱   |      | 1973년   |                                                                    |
| 千夏毬            | 9월 20일  | 효고현                       | 아시야가쿠엔                 | 자신이 고안                           | 곤베짱           |      | 1970년   |                                                                    |
| 치나츠 마리       | 9월 20일  | 효고현                       | 아시야가쿠엔                 | 자신이 고안                           | 곤베짱           |      | 1970년   |                                                                    |
| 月路まや          | 9월 6일   | 교토부                       | 교토시립죠쿄중학교           | 좋아하는 문자                         | 셋짱, 오하세     |      | 1970년   |                                                                    |
| 츠키지 마야       | 9월 6일   | 교토부                       | 교토시립죠쿄중학교           | 좋아하는 문자                         | 셋짱, 오하세     |      | 1970년   |                                                                    |
| 常花代            | 4월 4일   | 도쿄도                       | 아자부미카와다이중학교       | 할아버지 (요코즈나 츠네노하나)의 이름 | 노베짱           | 남역 | 1981년   |                                                                    |
| 츠네 하나요       | 4월 4일   | 도쿄도                       | 아자부미카와다이중학교       | 할아버지 (요코즈나 츠네노하나)의 이름 | 노베짱           | 남역 | 1981년   |                                                                    |
| 津山典子          | 7월 15일  | 도쿄도                       | 세이카가쿠엔                 | 지인이 명명                           | 미도리, 미도     |      | 1969년   | 엄마 오오츠 노리코 (29)                                            |
| 츠야마 노리코     | 7월 15일  | 도쿄도                       | 세이카가쿠엔                 | 지인이 명명                           | 미도리, 미도     |      | 1969년   | 엄마 오오츠 노리코 (29)                                            |
| 典まなみ          | 7월 7일   | 도쿄도                       | 모리무라가쿠엔               | 가족이 고안                           | 코야, 레이짱     |      | 1970년   |                                                                    |
| 텐 마나미         | 7월 7일   | 도쿄도                       | 모리무라가쿠엔               | 가족이 고안                           | 코야, 레이짱     |      | 1970년   |                                                                    |
| 十紀さゆり        | 7월 3일   | 효고현                       | 효고현립이타미고등학교       | 자신이 고안                           | 킷코             |      | 1970년   |                                                                    |
| 토키 사유리       | 7월 3일   | 효고현                       | 효고현립이타미고등학교       | 자신이 고안                           | 킷코             |      | 1970년   |                                                                    |
| 流さゆる          | 4월 17일  | 효고현                       | 시텐노지가쿠엔               | 언제나 막히지 않도록                  | 세이짱           |      | 1971년   |                                                                    |
| 나가레 사유루     | 4월 17일  | 효고현                       | 시텐노지가쿠엔               | 언제나 막히지 않도록                  | 세이짱           |      | 1971년   |                                                                    |
| 夏海陽子          | 10월 18일 | 도쿄도                       | 도쿄죠가쿠칸                 | 좋아하는 여름, 바다, 태양             | 타네짱           |      | 1972년   | 뉴욕 거주 예명 Ako로 배우로써 활동 남편 Joshua Dachs.              |
| 나츠미 요우코     | 10월 18일 | 도쿄도                       | 도쿄죠가쿠칸                 | 좋아하는 여름, 바다, 태양             | 타네짱           |      | 1972년   | 뉴욕 거주 예명 Ako로 배우로써 활동 남편 Joshua Dachs.              |
| 南郷はるか        | 11월 18일 | 카고시마현                   | 사쿠라인가쿠엔               | 출신지에서 따옴                       | 쿠가요, 보-야    |      | 1968년   |                                                                    |
| 난고 하루카       | 11월 18일 | 카고시마현                   | 사쿠라인가쿠엔               | 출신지에서 따옴                       | 쿠가요, 보-야    |      | 1968년   |                                                                    |
| 南城ゆき          | 2월 13일  | 효고현                       | 바이카가쿠엔                 | 본명                                  | 유키짱           |      | 1969년   |                                                                    |
| 난죠 유키         | 2월 13일  | 효고현                       | 바이카가쿠엔                 | 본명                                  | 유키짱           |      | 1969년   |                                                                    |
| 南里うしを        | 9월 7일   | 도쿄도                       | 코지마치여자고등학교         | 자신이 고안                           | 나나짱           |      | 1968년   |                                                                    |
| 난리 우시오       | 9월 7일   | 도쿄도                       | 코지마치여자고등학교         | 자신이 고안                           | 나나짱           |      | 1968년   |                                                                    |
| 新月ちとせ        | 8월 18일  | 효고현                       | 효고현립토요오카고등학교     | 가족이 고안                           | 시바짱           |      | 1972년   |                                                                    |
| 니이즈키 치토세   | 8월 18일  | 효고현                       | 효고현립토요오카고등학교     | 가족이 고안                           | 시바짱           |      | 1972년   |                                                                    |
| 野々笛さや        | 6월 18일  | 오사카부                     | 옷테몬가쿠인                 | 가족이 고안                           | 카즈미           |      | 1968년   |                                                                    |
| 노노부에 사야     | 6월 18일  | 오사카부                     | 옷테몬가쿠인                 | 가족이 고안                           | 카즈미           |      | 1968년   |                                                                    |
| 花里美瑳          | 3월 23일  | 카나가와현                   | 세이센죠가쿠인               |                                       | 욧코, 욧코짱     |      | 1970년   | 개명 후 하나사토 유카리 (花里ゆかり)                               |
| 하나자토 미사     | 3월 23일  | 카나가와현                   | 세이센죠가쿠인               |                                       | 욧코, 욧코짱     |      | 1970년   | 개명 후 하나사토 유카리 (花里ゆかり)                               |
| 花園とよみ        | 6월 23일  | 오사카부                     | 오사카시립오기마치고등학교   | 가족이 고안                           | 타코, 타키짱     |      | 1970년   | 1993년 다카라즈카역 앞에 「ますたにデンタルクリニック」개업        |
| 하나조노 토요미   | 6월 23일  | 오사카부                     | 오사카시립오기마치고등학교   | 가족이 고안                           | 타코, 타키짱     |      | 1970년   | 1993년 다카라즈카역 앞에 「ますたにデンタルクリニック」개업        |
| 波里美行          | 5월 20일  | 도쿄도                       | 쿄아이가쿠엔                 | 미즈노 시게오가 명명                  | 로코, 히로코짱   |      | 1969년   |                                                                    |
| 하리 미유키       | 5월 20일  | 도쿄도                       | 쿄아이가쿠엔                 | 미즈노 시게오가 명명                  | 로코, 히로코짱   |      | 1969년   |                                                                    |
| 瞳里沙            | 1월 19일  | 도쿄도                       | 오오츠마가쿠인               | 자신이 고안                           | 챠코             |      | 1968년   |                                                                    |
| 히토미 리사       | 1월 19일  | 도쿄도                       | 오오츠마가쿠인               | 자신이 고안                           | 챠코             |      | 1968년   |                                                                    |
| 一本美樹          | 4월 24일  | 도쿄도                       | 릿쇼가쿠엔                   | 아빠가 명명                           | 세코             |      | 1976년   |                                                                    |
| 히토모토 미키     | 4월 24일  | 도쿄도                       | 릿쇼가쿠엔                   | 아빠가 명명                           | 세코             |      | 1976년   |                                                                    |
| 響わたる          | 4월 6일   | 도쿄도                       | 야마와키가쿠엔               | 상급생이 명명                         | 윳코             |      | 1971년   |                                                                    |
| 히비키 와타루     | 4월 6일   | 도쿄도                       | 야마와키가쿠엔               | 상급생이 명명                         | 윳코             |      | 1971년   |                                                                    |
| 姫松里佳          | 8월 6일   | 오사카부                     | 선진고등학교                 | 가족이 고안                           | 텟짱, 미네코     |      | 1968년   |                                                                    |
| 히메마츠 리카     | 8월 6일   | 오사카부                     | 선진고등학교                 | 가족이 고안                           | 텟짱, 미네코     |      | 1968년   |                                                                    |
| 峰月やよい        | 9월 3일   | 도쿄도                       | 토요시마엔여자고등학교       | 아빠의 어렸을 때 이름                 | 웃짱             |      | 1971년   |                                                                    |
| 호우즈키 야요이   | 9월 3일   | 도쿄도                       | 토요시마엔여자고등학교       | 아빠의 어렸을 때 이름                 | 웃짱             |      | 1971년   |                                                                    |
| 松あきら          | 12월 3일  | 시즈오카현                   | 요코하마후타바가쿠엔         | 시라이 테츠조가 명명                  | 마시             | 남역 | 1982년   | 남편 니시카와 토모오                                               |
| 마츠 아키라       | 12월 3일  | 시즈오카현                   | 요코하마후타바가쿠엔         | 시라이 테츠조가 명명                  | 마시             | 남역 | 1982년   | 남편 니시카와 토모오                                               |
| 圓千春            | 10월 2일  | 오사카부                     | 풀 여학원                    | 엄마와 고안                           | 케이코짱         |      | 1968년   |                                                                    |
| 마도카 치하루     | 10월 2일  | 오사카부                     | 풀 여학원                    | 엄마와 고안                           | 케이코짱         |      | 1968년   |                                                                    |
| 真海木綿子        | 1월 1일   | 도쿄도                       | 공립죠시가쿠인               | 하마 유우코 (40)가 명명               | 와코, 마미-      |      | 1970년   |                                                                    |
| 마미 유우코       | 1월 1일   | 도쿄도                       | 공립죠시가쿠인               | 하마 유우코 (40)가 명명               | 와코, 마미-      |      | 1970년   |                                                                    |
| 摩耶明美          | 5월 8일   | 효고현                       | 쇼와중학교                   | 지인이 명명                           | 얏짱             | 여역 | 1974년   |                                                                    |
| 마야 아케미       | 5월 8일   | 효고현                       | 쇼와중학교                   | 지인이 명명                           | 얏짱             | 여역 | 1974년   |                                                                    |
| 道成ゆた佳        | 4월 24일  | 도쿄도                       | 다이토가쿠엔                 | 존경하는 사람이 명명                  | 하미짱           |      | 1968년   | 딸 에레 마리나 (81) 딸 마이야 리리 (89)                            |
| 미치나리 유타카   | 4월 24일  | 도쿄도                       | 다이토가쿠엔                 | 존경하는 사람이 명명                  | 하미짱           |      | 1968년   | 딸 에레 마리나 (81) 딸 마이야 리리 (89)                            |
| 八汐みちる        | 1월 3일   | 오사카부 오사카시 후쿠시마구 | 시모후쿠시마중학교           | 차오르도록                            | 오세이           |      | 1978년   |                                                                    |
| 야시오 미치루     | 1월 3일   | 오사카부 오사카시 후쿠시마구 | 시모후쿠시마중학교           | 차오르도록                            | 오세이           |      | 1978년   |                                                                    |
| 夕波千鳥          | 11월 1일  | 오사카부                     | 요도가와여자고등학교         | 만요슈                                | 부쿠로짱, 미츠코 |      | 1968년   |                                                                    |
| 유우나미 치도리   | 11월 1일  | 오사카부                     | 요도가와여자고등학교         | 만요슈                                | 부쿠로짱, 미츠코 |      | 1968년   |                                                                    |
| 若城ひかり        | 5월 13일  | 도쿄도                       | 쥬몬지고등학교               | 가족이 고안                           | 미야, 케이코상   |      | 1971년   |                                                                    |
| 와카시로 히카리   | 5월 13일  | 도쿄도                       | 쥬몬지고등학교               | 가족이 고안                           | 미야, 케이코상   |      | 1971년   |                                                                    |